# Špatrjan
Špatrjan (nem.: Paternion) je občina in trško naselje v Zgornji Dravski dolini v okraju Beljak-dežela na avstrijskem Koroškem s 5.800 prebivalci (stanje na 1. januar 2020). Največje naselje je Bistrica na Dravi z okoli 1.800 prebivalci, šele drugo naselje je občinsko središče Špat(e)rjan z le malo več kot 3x manj prebivalci, za njim pa je Nikelsdorf.

## Geografija

### Geografska lega
Trg Špatrjan leži ob reki Dravi v zgornji oz. srednji Dravski dolini 18 KM severozahodno od  Beljaka. Območje občine pokriva del Spodnje Dravske doline in Ziljskih Alp.

### Občinska struktura
Občino sestavlja šest katastrskih občin, in sicer Bistrica na/ob Dravi  (nem.: Feistritz an der Drau), Kamering, Kreuzen, Nikelsdorf, Špatrjan in Rubland. Na ozemlju občine se nahaja sledečih 20 krajev in zaselkov (v oklepaju nemška imena in število prebivalcev, stanje 31. oktober 2011):
| - Aifersdorf (122) - Boden (25) - Dol (Duel) (86) - Ebenwald (68) - Feffernitz (329) - Bistrica na Dravi (Feistritz an der Drau) (1.763) - Bistrica na Dravi-novo naselje (Feistritz an der Drau-Neusiedlung ) (131) | - Kamering (167) - Kreuzen (129) - Mühlboden (126) - Neu-Feffernitz (1.248) - Nikelsdorf (586) - Patendorf (12) - Pobersach (85) - Pogorje (Pogöriach) (201) | - Polana (Pöllan) (162) - Rubland (92) - Špat(e)rjan (Paternion) (671) - Tragail (2) - Tragin (7) |

## Zgodovina
Na območju občine so bili najdeni sledovi keltske naselitve iz Latenske dobe. Severno od Bistrice leži na delu med izlivom Belega potoka v Dravo približno 11 hektarov velika nižja terasa na kateri so vidni sledovi izravnanega terena naselja. Gre za arheološko najdišče le 20 km oddaljeno od Teurnia. Tudi druge najdbe (kamnite sekire, grob) kažejo na to, da je bilo območje neprekinjeno naseljeno že od halštatskega obdobja. Poselitev v rimskem času dokazuje nagrobni kamen vzidan v jušno stran cerkve, ki je bil namenjen domačinom »Tinco, Banana in Ambidrabus«, 20 letnim umrlim članom pomožnih rimskih čet, ki so ga dali postaviti starši iz Gorice pri Bistrici. Ta kamen dokazuje, da so bili »Ambidravi« v latinščini »prebivalci ob Dravi« sprva Kelti ali močno keltizirano  staro evropsko pleme v kraljestvu Norik  (Regnum Noricum)  in kasneje enako imenovani rimski provinci. Nad južnim portalom farne cerkve pa je vzidan kamen, ki izpričuje, da je bila na območju Nikelsdorfa skupnost, ki je častila boga Mitro, torej so se tu naselili upokojeni rimski vojaki. Na hribu pri Dolu so odkrite sledi poznoantične utrdbe zgrajene do leta 400 našega štetja. Tu je bil najden tudi steber zgodnje krščanske bazilike, od katere so ostali le temelji. Ta utrdba in cerkev je bila uničena do leta 600 n.š..
Nato so tudi ta del Dravske doline verjetno naselili zgodnji Slovenci oz. njihovi predniki za časa kneževine Karantanije. Od tedaj imamo tudi na tem območju slovenska ledinska imena ali krajevna imena, ki so bila tudi germanizirana, pa vendar to dokazuje prisotnost slovenščine v kraju. 
Območje je v drugi polovici 11. in v začetku 12. stoletja pripadalo grofiji Lurn, ko pa so Lurnski grofje leta 1135 izumrli, je to območje od Špitala navzdol po reki Dravi postalo del neodvisne grofije Ortenburg oziroma Ortenburžanov. 
Leta 1296 je bilo ime »Sv. Paternianus« (po škofu Paternianus († okoli 340) prvič omenjeno v listinah  Oglejskih patriarhov, katerih ozemlje kanonične oblasti je segalo tudi na jug Koroške do reke Drave v letih 811 – 1786.  Grad je bil prvič omenjen leta 1354. Od 14. stoletja je bil Špatrjan center za rudarjenje svinca in železa, od 15. stoletja pa tudi zlata. V času rudarske dejavnosti je na območju prišlo do intenzivnega doseljevanja nemškega prebivalstva. 
Z izumrtjem Ortenburžanov so leta 1418 (1420) to posest podedovali Celjski grofje in ga imeli v posesti vse do njihovega izumrtja 1456. Celjski so območje Špatrjana, ki je takrat le kot urad spadalo v gospostvo Ortenburg, dajali v fevd svojim vazalom vitezom Kellerbergom. Okoli leta 1500 je Špatrjan prišel pod oblast Habsburžanov. Cesar Ferdinand I. je Špatrjanu, kot glavnemu naselju med Špitalom in Beljakom, podelil trške pravice dne 28. junija 1530. V 16. stoletju je bil tudi sedež deželnega sodišča.
Leta 1599 je gospostvo Špatrjan pridobil vitez Jernej (Barthlme) Khevenhüller , ki  je umrl v letu 1613. Njegov dedič Hans VI. Khevenhüller, sin tretje žene Jerneja Khevenhüller-ja, je moral zaradi verskih razlogov (ker je bil protestant) leta 1629 zapustiti Koroško in se odpovedati temu gospostvu. (Še v začetku 18. stoletja je bilo gospostvo Špatrjan trdnjava ilegalnega protestantizma.) Kmalu zatem je Grad Špatrjan in z njim povezano gospostvo kupil po rodu beneški trgovec iz Beljaka Hans Widmann. Grad je še vedno v lasti njegovih potomcev, družine Foscari-Widmann-Rezzonico.
Leta 1850 so bile ustanovljene v habsburški monarhiji občine sodobnega tipa. Ustanovljena je bila velika občina Špatrjan (Paternion), leta 1865  ji je bil priključen krajevna skupnost Rubland. Leta  1899 sta bili katastrski občini  Kellerberg in Toplič (Töplitsch) izločeni kot začasno avtonomna občina Kellerberg, vendar je bila ta že šest let kasneje leta 1905 priključena občini  Belšak.

## Prebivalstvo
V prvem popisu prebivalstva leta 1869  je zabeleženo v Špatrjanu 2.490 prebivalcev. Leta 1951 je bil dosežen vrhunec s 7670 prebivalci. Po popisu 1991 in 2001, pa je prebivalstvo padlo in sedaj znaša 6.106 prebivalcev. 61,9% prebivalstva je rimskokatoliške veroizpovedi in 30,2% protestantske, 2,6% islamske, 4,2% pa jih je brez verske izpovedi. V Feffernitz-i je evangeličanska cerkev.

## Kulturnozgodovinske znamenitosti
- Cerkev St. Paternianus v Špatrjanu (baročna zgradba iz leta 1676)
- Grad Špatrjan
- Grad  Polana
- Grad Kreuzen
- Cerkev Sv. Jurija v Bistrici na Dravi
- Cerkev Marija na Bichl v Bistrici na Dravi
- Ruševine  zavetnega gradu v Dolu
- nova cerkev v Feffernitz-i
- Farchtensee
- Polanski ribnik[7]
- Hundskirche
- Evangeličanska cerkev Feffernitz

## Pobratena mesta
Špatrjan je pobraten z:
- Ladenburg, Nemčija

## Osebnosti
- Stefan Sodat, politik Avstrijske ljudske stranke,[8]
- Stefan Sodat (* 1941), smučar[9]